# Robert Wyatt
Pour les articles homonymes, voir Wyatt.
 (juin 2014).
Si vous disposez d'ouvrages ou d'articles de référence ou si vous connaissez des sites web de qualité traitant du thème abordé ici, merci de compléter l'article en donnant les références utiles à sa vérifiabilité et en les liant à la section « Notes et références ».
Robert Wyatt, né Robert Ellidge le 28 janvier 1945 à Bristol, en Angleterre, est un musicien britannique.
Tout d'abord batteur, puis claviériste et chanteur, ayant commencé sa carrière musicale avec le Daevid Allen Trio, formé de Daevid Allen à la guitare et au chant et de Hugh Hopper à la basse en 1963. Par la suite, il forme The Wilde Flowers de 1963 à 1966, avec David Sinclair aux claviers, Hugh Hopper, son frère Brian Hopper à la guitare et au saxophone, Pye Hastings aussi à la guitare et au chant, Kevin Ayers au chant,  Richard Coughlan à la batterie et bien sûr Robert Wyatt à la batterie et au chant.
Il forme le groupe Soft Machine en 1966 avec trois autres musiciens ayant joué, de près ou de loin, un rôle avec The Wilde Flowers, Mike Ratledge au piano électrique et à l'orgue, Kevin Ayers à la basse et au chant et Daevid Allen à la guitare. Il entame une carrière solo à la suite de son départ de Soft Machine en 1971.

## Biographie
Adolescent, il vit dans une vaste maison georgienne à Lydden près de Canterbury. Il apprend la batterie auprès du batteur de jazz américain George Niedorf.
Il choisit pour nom de scène Robert Wyatt, prenant ainsi le patronyme de sa mère.
En 1962, Robert Wyatt et Niedorf partent pour Majorque, où ils sont hébergés par le poète Robert Graves, un ami de la mère de Robert.
De retour en Angleterre, il commence sa carrière en 1963 en participant, avec le bassiste Hugh Hopper, au trio de Daevid Allen. Il rejoindra ensuite Hugh et Brian Hopper, Richard Sinclair (futur fondateur de Caravan) et Kevin Ayers au sein des Wilde Flowers dont il deviendra le chanteur-batteur.
À l'été 1966, il forme le groupe Soft Machine où il se distingue par un jeu de batterie très fin, proche du jazz et une voix aux accents très caractéristiques proche du registre de haute-contre. À la suite de dissensions au sein du groupe, il quitte la formation après le quatrième album nommé Fourth, album dans lequel il ne chante pas (son premier album solo, The End of an Ear mentionne « out-of-work pop singer, currently on drums with Soft Machine »). Le groupe Soft Machine, qui achève alors sa première période, celle dans laquelle il connaît le plus grand succès auprès du public, s'oriente alors vers une musique plus proche du jazz-rock et complètement instrumentale.
Robert Wyatt fonde Matching Mole (transcription phonétique en anglais de la traduction littérale de Soft Machine en français "Machine Molle") et sort l'album éponyme (1972) où il chante et joue de la batterie et du mellotron, avec Phil Miller à la guitare, Dave McRae, au piano électrique et à l'orgue, Bill McCormick à la basse et David Sinclair au piano et à l'orgue. Sur ce disque, il renoue avec un type de musique plus rock et plus mélodique, un retour au style de Canterbury de ses débuts, celle de Soft Machine ne lui laissait plus vraiment d'espace créatif. Il chante à nouveau, offrant avec le titre O Caroline une ligne mélodique complexe et émouvante. Le groupe sort la même année son second disque, produit par Robert Fripp, Little Red Record dans lequel on note une participation de Brian Eno.
Avant d'enregistrer le troisième album, il subit un grave accident le 1er juin 1973 lors de la soirée d'anniversaire de la chanteuse et poétesse Gilli Smyth du groupe Gong, au domicile londonien de June Campbell Cramer (dite Lady June). Il fait une chute de quatre étages qui le laisse paralysé des deux jambes. Il abandonne son groupe et la batterie et entame alors une carrière solo au cours de laquelle il produit des albums et exécute la plupart des parties musicales sauf pour la batterie.
En 1974, il sort l'album Rock Bottom, grand prix du disque de l'Académie Charles-Cros, produit par Nick Mason le batteur du Pink Floyd, avec notamment Mike Oldfield, le poète Ivor Cutler, Hugh Hopper, Fred Frith guitariste du groupe Henry Cow et le trompettiste Sud-Africain Mongezi Feza, « l'un des chefs-d'œuvre les plus originaux de l'histoire du rock » (Alain Dister). Il sort la même année une reprise de I'm a Believer des Monkees qui connaît un bon succès commercial.
Son album suivant Ruth Is Stranger Than Richard est plus orienté jazz avec des influences de musique africaine, avec entre autres, Brian Eno, Laurie Allan, Fred Frith, Gary Windo, etc.
Durant le reste des années 1970, Wyatt travaille avec Henry Cow, Hatfield and the North, Carla Bley et Michael Mantler. Ses projets solo se politisent et il devient porte-parole du Parti Communiste Britannique.
En 1983, son interprétation de la chanson anti-guerre des Malouines d'Elvis Costello Shipbuilding atteint la 35e place dans le classement des meilleures ventes au Royaume-Uni.
Il revient en 1991 avec l'album Dondestan considéré par beaucoup comme sa meilleure œuvre depuis Rock Bottom. En 1997, son album Shleep reçoit également des avis élogieux. Il en va de même pour son avant-dernier album en date Cuckooland (2003). À noter en 2005 la sortie d'un concert de 1974 qui n'existait jusqu'alors qu'en version pirate, Theatre Royal Drury Lane.
En 2004, il collabore avec la chanteuse Björk pour son cinquième album Medúlla, acclamé par la critique.
Il a collaboré à l'album de David Gilmour, sur l'album solo de ce dernier On an Island, aux percussions. Il incarne le rôle de l'ami de Dionysos (Sting) dans l'opéra moderne composé par Steve Nieve parut sur (Deutsche Grammophon) en 2006 : Welcome to the Voice aux côtés d'Elvis Costello et Barbara Bonney. En 2006, il participe au concert Remember That Night de David Gilmour au Royal Albert Hall. Sur l'album Chéri B.B. de Bertrand Burgalat sorti en 2007, on peut l'entendre chanter sur le titre This Summer Night, écrit par sa femme Alfie, l'artiste Alfreda Benge, qui est aussi sa « tendre moitié » en art.
Son nouvel album, sorti en France en octobre 2007, s'intitule Comicopera. Il est divisé en trois actes, comme un opéra comique. La dernière partie est principalement chantée en castillan, avec notamment une reprise de la célèbre chanson Hasta siempre comandante. Cet album est publié chez Domino Records, un label comportant essentiellement des artistes issus du rock indépendant (Arctic Monkeys, Lou Barlow, Four Tet, Franz Ferdinand, Stephen Malkmus, Will Oldham, Jim O'Rourke, Elliott Smith, Smog, etc.), qui prend en quelque sorte le relais de Rough Trade, label indépendant anglais de référence qui sortit les disques de Wyatt dans les années 1980. Domino réédite d'ailleurs progressivement la discographie de Wyatt.
En 2009, il reçoit le grade de docteur honoris causa de l'université de Liège. En 2009 également, il collabore au premier CD de l'Orchestre national de jazz de Daniel Yvinec, intitulé Around Robert Wyatt.
En 2010, il réalise un album avec Gilad Atzmon et Ros Stephen. Cet album, mis au crédit de « Wyatt/Atzmon/Stephen », est depuis paru sous le titre …For The Ghosts Within.
Le 18 novembre 2014, il sort un double album intitulé Different Every Time, réunissant quelques-unes de ses meilleures chansons ainsi que des morceaux inédits, en collaboration avec des artistes tels que Hot Chip. Ce nouvel album accompagne la sortie d'un ouvrage biographique homonyme sur Robert Wyatt.

## Discographie

### Albums studio
- 1970 : The End of an Ear
- 1974 : Rock Bottom
- 1975 : Ruth Is Stranger Than Richard
- 1982 : The Animals Film (bande originale de film)
- 1985 : Old Rottenhat
- 1991 : Dondestan
- 1997 : Shleep
- 1998 : Dondestan (Revisited)
- 2003 : Cuckooland
- 2007 : Comicopera
- 2009 : Radio Experiment Rome, February 1981
- 2014 : Different Every Time

### Albums live
- 2005 : Theatre Royal Drury Lane 8th September 1974
- 2009 : Around Robert Wyatt Collaboration avec l'ONJ dirigé par Daniel Yvinec. Les chansons, arrangées par Vincent Artaud, sont interprétées par Wyatt lui-même, Camille, Arno, Yael Naim, Rokia Traoré, Daniel Darc, Irène Jacob.

### (EP)
- 1974 : The Peel Sessions ("Alifib"/"Soup Song"/"Sea Song"/"I'm a Believer")
- 1984 : Work In Progress ("Biko"/"Amber and the Amberines"/"Yolanda"/"Te Recuerdo Amanda")
- 1984 : 4 Tracks EP ("I'm a Believer"/"Yesterday Man"/"Team Spirit"/"Memories")
- 1996 : A Short Break
- 2002 : Airplay ("Fridge"/"When Access Was a Noun "/"Salt-Ivy"/"Signed Curtain")

### Compilations
- 1982 : Nothing Can Stop Us (compilation de singles)
- 1993 : mid-eighties
- 2003 : Solar Flares Burn for You
- 2010 : His Great Misses

### Avec un groupe

#### Soft Machine
- 1968 : The Soft Machine
- 1969 : Volume Two
- 1970 : Third
- 1971 : Fourth
- 1972 : Jet-Propelled Photographs - Il s'agit du seul enregistrement officiel du groupe dans sa version à 4 musiciens, avec Daevid Allen à la guitare. Il a été réédité à plusieurs reprises

#### Matching Mole
- Albums studio
- 1972 : Matching Mole
- 1972 : Little Red Record

- Albums live
- 1994 : BBC-Live (Londres 1972)
- 2001 : Smoke Signal (compilations de morceaux captés en concert durant 1971)
- 2002 : March (captation concert de 1972)

#### Participations et collaborations diverses (non exhaustif)
- 1968 : Love Is  des Animals - Chœurs sur River Deep, Mountain High
- 1969 : Joy Of A Toy de Kevin Ayers - Batterie
- 1970 : The Madcap Laughs de Syd Barrett - Batterie sur No Good Trying et Love You
- 1971 : Whatevershebringswesing de Kevin Ayers - Chœurs sur la pièce-titre
- 1971 : Banana Moon de Daevid Allen - Batterie et chant
- 1971 : Dedicated To You, But You Weren't Listening de Keith Tippett - Batterie
- 1971 : Septober Energy de Centipede - Produit par Robert Fripp
- 1971 : Sugar Cane's Got the Blues de Sugar Cane Harris - Batterie
- 1973 : Kevin Ayers Bananamour de Kevin Ayers - Chœurs sur Hymn
- 1974 : June 1, 1974 de Kevin Ayers, John Cale, Eno, Mike Oldfield & Nico - Percussions
- 1974 : Taking Tiger Mountain (By Strategy) de Brian Eno - Percussions, chœurs
- 1975 : Hatfield and The North de Hatfield and the North - Chant sur Calyx
- 1975 : Diamond Head de Phil Manzanera - Chant, percussions
- 1976 : The Hapless Child de Michael Mantler[6] - Chant
- 1976 : Voices and Instruments de John Cage et Jan Steele - Chant sur 2 pièces
- 1976 : Concerts de Henry Cow - Chant sur Bad Alchemy et Little Red Riding Hood Hits the Road
- 1977 : Silence de Michael Mantler[6] - Chant
- 1978 : Ambient 1: Music for Airports de Brian Eno - Piano sur 1/1
- 1980 : Sanity Stomp de Kevin Coyne - Batterie, claviers
- 1981 : Fictitious Sports de Nick Mason - Chant
- 2001 : Hide and seek de Michael Mantler
- 2001 : Le Peuple migrateur (BOF de Bruno Coulais)
- 2002 : David Gilmour in Concert de David Gilmour DVD - Chant sur Comfortably Numb - Performance de Juin 2001
- 2004 : Medúlla de Björk -Sur Submarine
- 2005 : Stabat mater de Bruno Coulais
- 2006 : On an Island de David Gilmour - Cornet sur Then I Close My Eyes
- 2007 : Robert Wyatt & Bertrand Burgalat – This Summer Night (EP, Tricatel SP 5)
- 2007 : Remember That Night de David Gilmour DVD - Cornet sur Then I Close My Eyes
- 2008 : Everything That Happens Will Happen Today de David Byrne et Brian Eno - Percussions sur 2 chansons, "Strange Overtones" et "Never Thought".
- 2010 : For The Ghosts Within de Wyatt/Atzmon/Stephen
- 2014 : Stoned Innocent Frankenstein de Daevid Allen - Avec Pip Pyle, Gary Wright, Gilli Smyth, etc.
- 2015 : Rattle that lock de David Gilmour - Cornet sur The Girl in the Yellow Dress
- 2023 : What’s the Point en duo avec Lou Doillon sur l'album Cœur sacré - un hommage de Frédéric Lo à Daniel Darc

## Publications (non exhaustive)
Textes de Robert Wyatt et illustrations de Jean-Michel Marchetti :
- 1997 : MW, éditions Æncrages & Co
- 1998 : M2W, éditions Æncrages & Co
- 2000 : MW3, éditions Æncrages & Co
- 2003 : M4W, éditions Æncrages & Co
- 2008 : MBW (avec Alfreda Benge), éditions Æncrages & Co
- 2009 : Robert Wyatt Anthologie (volume regroupant les textes complets des 5 tomes précédents, disparus dans un incendie[Quoi ?]), éditions Æncrages & Co
- 2009 : Conférence « Creativity » à l'Université de Liège, video by Luc Pilmeyer[7]
- 2010 : Litany, deux dessins de Jean-Michel Marchetti, éditions Le Cadratin, Vevey, Suisse (60 exemplaires).

## Filmographie
- 2015 : Romantic Warriors III: Canterbury Tales (DVD)
- 2024 : Rock Bottom, film d'animation espagnol et polonais réalisée par María Trénor

## Vidéoclip
- 2009 : Billie's Bounce de Charlie Parker, réalisé par Luc Pilmeyer[8]